# Balta signata
Balta signata är en kackerlacksart som beskrevs av Bei-Bienko 1965. Balta signata ingår i släktet Balta och familjen småkackerlackor. Inga underarter finns listade.